# Hope Creek (Belize)
Hope Creek ist ein Ort im Stann Creek District in Belize. 2010 hatte der Ort 1.128 Einwohner.

## Geographie
Der Ort liegt am Nordufer des North Stann Creek zwischen den Kreuzungen von Hummingbird Highway, Coastal Road (Manatee Highway, nach Norden) und Southern Highway (Thomas Vincent Ramos Highway). Im Süden erhebt sich der Canada Hill über dem gleichnamigen Ort als Ausläufer der Maya Mountains im Westen. Im Norden liegt das Grants Works Forest Reserve und im Süden der Melinda Nationalpark.
Die nächstgelegenen Orte sind Mullins River (N), Dangriga, Long Bank und Sarawee im Südosten, Silk Grass im Süden, Melinda im Südwesten und Pomona im Westen.

## Geschichte
Der Ort wurde 1962 gegründet.

## Wirtschaft
In der Umgebung von Hope Creek (im Stann Creek Valley) werden in größerem Umfang Zitrusfrüchte angebaut. Westlich des Ortes befindet sich die Zentrale der The Belize Citrus Growers Association (CGA).
Bei Hope Creek liegt der kleine Melinda Airport.

## Kultur
Im Ort gibt es eine Grundschule, die von der methodistischen-Kirche geführt wird. Die Kirche heißt Hope Creek Church.